# Berkoth

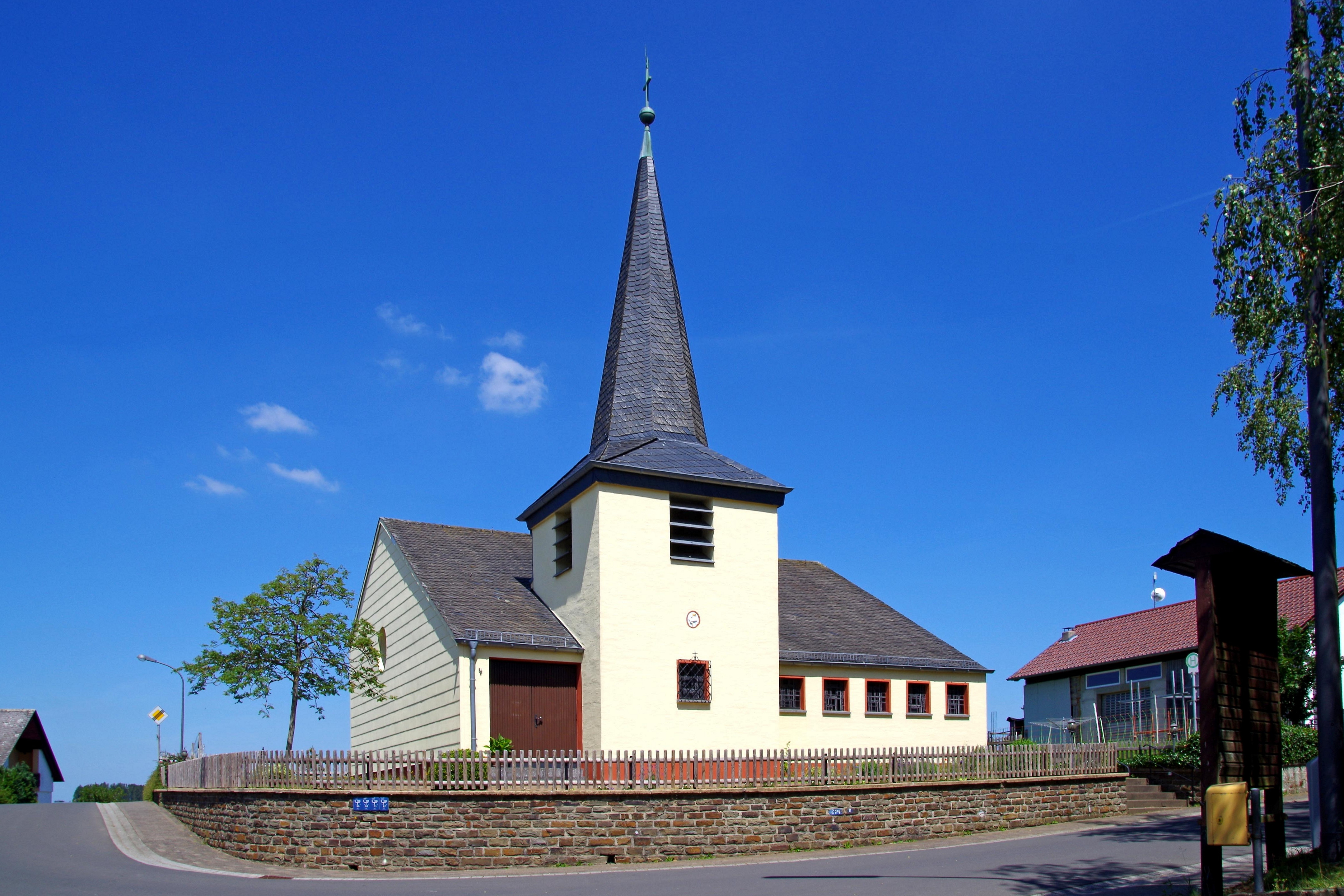
Sankt Fabian-Sebastian, Dorfstraße

Berkoth ist eine Ortsgemeinde im Eifelkreis Bitburg-Prüm in Rheinland-Pfalz. Sie gehört der Verbandsgemeinde Südeifel an.

## Geographische Lage
Der Ort liegt in der Eifel und umfasst neben dem Hauptort Berkoth den Ortsteil Burscheid mit dem Wohnplatz Itzfelderhof und dem Weiler Luppertsseifen. Zu Berkoth gehören die Wohnplätze Hausmannsdell und Merlbach sowie die Weiler Heinischseifen und Markstein.
Nachbargemeinden von Berkoth sind die Ortsgemeinden Krautscheid im Norden, Oberpierscheid im Nordosten, Altscheid im Südosten, Weidingen und Fischbach-Oberraden im Süden, Scheuern im Südwesten sowie Uppershausen im Westen.

## Geschichte
Berkoth wurde 1389 erstmals in der Pfarrchronik von Ringhuscheid erwähnt, ist aber wahrscheinlich bereits um 1100 entstanden. Der Name wird von „Bergroden“ oder „Birkenroden“ abgeleitet.
Die Ersterwähnung des Ortsteils Burscheid erfolgte bereits im 12. Jahrhundert als molendium Buorsheit.
Bis Ende des 18. Jahrhunderts gehörten Burscheid und Berkoth zur luxemburgischen Herrschaft Neuerburg. Während der französischen Verwaltung (1795–1814) wurden die beiden Ortschaften von der Mairie Weidingen verwaltet, die zum Kanton Neuerburg im Departement der Wälder gehörte.
Unter der preußischen Verwaltung (nach 1815) gehörte die Orte zunächst zur Bürgermeisterei Weidingen im Kreis Bitburg (Regierungsbezirk Trier), von 1871 an zur Bürgermeisterei Baustert.
Nach dem Ersten Weltkrieg zeitweise französisch besetzt, ist der Ort seit 1946 Teil des damals neu gebildeten Landes Rheinland-Pfalz.
Die alte Kapelle wurde während des Dreißigjährigen Krieges errichtet und in der Französischen Revolution zerstört, eine neue Kapelle zwischen 1965 und 1967 an einem anderen Ort erbaut.
Am 1. Januar 2003 wurde die Gemeinde Burscheid nach Berkoth eingemeindet.
Bevölkerungsentwicklung
Die Entwicklung der Einwohnerzahl von Berkoth, die Werte von 1871 bis 1987 beruhen auf Volkszählungen:
| Jahr | Einwohner |
| ---- | --------- |
| 1815 | 51        |
| 1835 | 129       |
| 1871 | 133       |
| 1905 | 127       |
| 1939 | 129       |
| 1950 | 118       |
| 1961 | 121       |

| Jahr | Einwohner |
| ---- | --------- |
| 1970 | 123       |
| 1987 | 103       |
| 1997 | 82        |
| 2005 | 89        |
| 2011 | 90        |
| 2017 | 94        |
| 2022 | 83        |

## Politik

### Gemeinderat
Der Gemeinderat in Berkoth besteht aus sechs Ratsmitgliedern, die bei der Kommunalwahl am 9. Juni 2024 in einer Mehrheitswahl gewählt wurden, und dem ehrenamtlichen Ortsbürgermeister als Vorsitzendem.

### Bürgermeister
Patrick Bretz (parteilos) wurde am 24. Juni 2019 Ortsbürgermeister von Berkoth. Da bei der Direktwahl am 26. Mai 2019 kein gültiger Wahlvorschlag eingereicht wurde, oblag die Neuwahl des Bürgermeisters gemäß rheinland-pfälzischer Gemeindeordnung dem Rat, der sich auf seiner konstituierenden Sitzung für Bretz entschied. Bei der Direktwahl am 9. Juni 2024 wurde Bretz mit 82,7 % der Stimmen ohne Gegenkandidaten für weitere fünf Jahre in seinem Amt bestätigt.
Die Vorgänger von Bretz waren Helmut Tholl (Ortsbürgermeister von 2013 bis 2019) und zuvor Ralf Gabler.

### Wappen
| Wappen von Berkoth | Blasonierung: „Schildhaupt in Rot mit vier silbernen Zinnen. Darunter dreigeteilter Schild mit Flanke rechts in Grün und Pfeil in Silber, mit Herzpfahl in Silber und Birke in Grün. Linke Flanke in Grün mit silberner Axt.“ |
| Wappen von Berkoth | Wappenbegründung: Im Schildhaupt sind Rot und Silber der Grafschaft Vianden zugrunde gelegt. Die vier Zinnen beziehen sich auf die Ortsteile Berkoth, Markstein, Heinischseifen und Burscheid. Der silberne Pfeil gilt als Attribut des Schutzpatrons Sebastian. Die Birke symbolisiert den Ortsnamen Berkoth. Die Axt nimmt Bezug auf das Roden von Wäldern. |

Das Wappen wurde im September 2007 offiziell der Gemeinde Berkoth verliehen.

## Kultur und Sehenswürdigkeiten
Siehe: Liste der Kulturdenkmäler in Berkoth und Liste der Naturdenkmale in Berkoth

## Verkehr
Berkoth wird von der K 61 an das überregionale Straßennetz angeschlossen. Beim Weiler Markstein zweigt von der K 61 die K 96 zum eingemeindeten Ortsteil Burscheid ab.